# Úrvalsdeild 2018
Úrvalsdeild 2018 nebo také Pepsideild 2018 byl 107. ročníkem islandské nejvyšší fotbalové ligy. Vítězem se stal tým Valur, do druhé nejvyšší soutěže sestoupily týmy Fjölnir a Keflavík.

## Tabulka
| Poř. | Tým        | Z  | V  | R | P  | VG | OG | B  |
| ---- | ---------- | -- | -- | - | -- | -- | -- | -- |
| 1.   | Valur      | 22 | 13 | 7 | 2  | 50 | 24 | 46 |
| 2.   | Breiðablik | 22 | 13 | 5 | 4  | 39 | 17 | 44 |
| 3.   | Stjarnan   | 22 | 11 | 7 | 4  | 45 | 26 | 40 |
| 4.   | KR         | 22 | 10 | 7 | 5  | 36 | 25 | 37 |
| 5.   | FH         | 22 | 10 | 7 | 5  | 36 | 28 | 37 |
| 6.   | ÍBV        | 22 | 8  | 5 | 9  | 29 | 31 | 29 |
| 7.   | KA         | 22 | 7  | 7 | 8  | 36 | 34 | 28 |
| 8.   | Fylkir     | 22 | 7  | 5 | 10 | 31 | 37 | 26 |
| 9.   | Víkingur   | 22 | 6  | 7 | 9  | 29 | 38 | 25 |
| 10.  | Grindavík  | 22 | 7  | 4 | 11 | 26 | 37 | 25 |
| 11.  | Fjölnir    | 22 | 4  | 7 | 11 | 22 | 44 | 19 |
| 12.  | Keflavík   | 22 | 0  | 4 | 18 | 11 | 49 | 4  |

## Nejlepší střelci
| #  | Jméno                   | Tým      | Góly |
| -- | ----------------------- | -------- | ---- |
| 1. | Patrick Pedersen        | Valur    | 17   |
| 2. | Hilmar Árni Halldórsson | Stjarnan | 16   |
| 3. | Pálmi Rafn Pálmason     | KR       | 11   |